# Estimo commerciale e industriale

## L'estimo commerciale
Consiste nella stima di valutazione degli investimenti. Valutare un investimento è definito come processo di trasferimento di risorse nell'intento di accrescere l'ammontare del capitale posseduto (sia esso finanziario, azionario o industriale) per conferire un maggior livello di utilità all'intero sistema di valore economico posseduto da società commerciale. S'intende per società commerciale un'azienda che opera nel mercato della domanda e dell'offerta, comprando beni o investendo in costruzione di beni, come la casa, (società commerciale immobiliare) per poi rivenderli ricavandone un profitto. L'estimo commerciale è sia la stima del valore dell'investimento che la società commerciale vuole fare; sia attribuire e calcolare il valore della stessa società commerciale. La stima del valore di un investimento consiste nel valutare se nel tempo il Capitale iniziale investito aumenta di un tasso r superiore al saggio d'interesse di mercato s. Si ha l'equazione:  
Cn=Co*q^n  
Cn= Capitale finale
Co= Capitale iniziale investito q= (1+r)  n= il tempo di durata dell'investimento. 
Investendo il capitale Co dopo n tempo si avrà Cn. Il vantaggio economico calcolando dalla formula * r e comparandolo col saggio d'interesso minimale (saggio d'interesse bancario) e col saggio d'investimento massimale del settore nel quale si è investito, ricavandolo dall'aumento (o diminuzione) dei titoli azionari.

## L'estimo industriale
Esso consiste nel dare un valore di stima ad un'industria in produzione. Tale valore si calcola con diverse metodiche che all'ultimo vengono comparate tra di loro per avere un equo giudizio di stima. 
1. Valore di mercato attraverso il metodo reddituale: un'industria col suo bilancio consuntivo annuale ha un reddito che ci è dato dall'equazione:

Ra=Produzione lorda vendibile - (sommatoria dei costi di produzione)*. La produzione lorda vendibile è il valore delle merci vendute:
.La sommatoria dei costi di produzione sono: manodopera+valore di ammortamento delle macchine+assicurazioni+interessi negativi bancari+somme destinate alle ristrutturazioni aziendali in funzione dell'innovazione tecnologica delle macchine produttive+stipendi di funzionari ed  amministratori+somme destinate alla pubblicità+materiali complementari comprati in industrie complementari+tutte quelle spese necessaria annuali ad un buon andamento dell'industria;
Facendo la media di Ra di cinque anni precedenti si ha il Reddito annuo medio. Per avere il valore dell'industria si capitalizza Ra:
Ra/r dove r è il saggio d'investimento del settore e lo si ricava dalla media dei saggi di industrie simili.
1. Calcolo di stima del valore dell'industria per valore sintetico.

Si analizzeranno un discreto numero di imprese simili e se ne fa la media.
Il calcolo col metodo reddituale(a) va comparato valore sintetico.
Si fa la media dei due valori.
Infine si valuta la prospettiva di produzione dell'industria analizzando l'espansione dei prodotti dell'in. col mercato internazionale.